# 湯浅景元
湯浅 景元（ゆあさ かげもと 1947年 - ）は、愛知県出身のスポーツ指導者、中京大学名誉教授。

## 来歴
愛知県名古屋市出身。中京大学体育学部卒、東京教育大学大学院体育学研究科修士課程修了。1984年、論文にて医学博士学位取得（東京医科大学　乙第788号）。元中京大学体育学部教授。

## 著書
- 『コーチングの科学』（共著）朝倉書店、1986年
- 『よくわかるスポーツサイエンス』サニーサイドアップ、1994年
- 『ひねり運動7秒ダイエット』講談社、2004年
- 『老いない体をつくる』平凡社新書、2005年
- 『いつでもできる簡単エクササイズ』岩波書店、2006年
- 『なりきり歌舞伎体操』ポプラ社、2008年
- 『和でエクササイズ』岩波書店、2009年
- 『病気をよせつけない足をつくる』草思社、2012年